# Drets del col·lectiu LGBT a l'Aràbia Saudita
El col·lectiu LGTB no és reconegut a l'Aràbia Saudita i l'homosexualitat és un crim penat amb la mort. No obstant això, existeix en aquest país una reprimida societat LGBT. El tracte cap als homosexuals ha provocat la crítica de moltes organitzacions de drets humans, però el govern defensa les seves accions dient que és un país de l'Islam i no un país laic.

## Codi penal
El codi penal no està escrit formalment, de manera que les penes es basen en les opinions de jutges i clergues.
En 1928, l'Aràbia Saudita va recomanar als seus jutges guiar-se en les seves sentències per dos llibres del jurista hanbalista Mar'I ibn Yusuf al-Karmi al Maqdisi (d.1033/1624). La liwat (sodomia) ha de ser "tractada com a fornicació, i ha de ser castigada de la mateixa manera. Si un d'ells és muhsan (casat o amb un concubinat legal) i lliure, ha de ser lapidat fins a la mort, mentre que si és un solter lliure ha de ser fuetejat 100 vegades i desterrat per un any". La sodomia es prova si el que la va cometre confessa quatre vegades o pel testimoniatge de quatre homes heterosexuals i rectes musulmans. Si existeixen menys de quatre testimonis, o un d'ells no és honrat, tots ells seran castigats amb 80 fuetades per difamació.
Totes les relacions sexuals que no siguin efectuades dins del tradicional matrimoni heterosexual (adulteri, fornicació, etc.) són un crim, i alguns d'aquests es castiguen amb la pena de mort. Com que no existeixun codi penal escrit, la pena contra persones convictes per homosexualitat o sodomía varia des de càstigs relativament lleugers (pena de presó, multes, pallisses o, per a un estranger, l'expulsió) fins a càstigs més seriosos com per exemple ser enviat a una institució mental per a alguna forma de tractament, amputació forçada o execució pública. Els estrangers no han de suposar que les seves nacionalitats els garanteixen immunitat davant les lleis locals.
En 1986, una organització de drets humans de les Nacions Unides va afirmar que el govern d'Aràbia Saudita no reconeixia el "dret personal a ser homosexual entre dos adults consensuals, i que la pena de mort era usada contra milers de persones per "desviacions sexuals". La controvèrsia dins de les Nacions Unides sobre l'homosexualitat com un dret personal, no va aconseguir molt i solament es va categoritzar com a privadesa.
L'autoritari sistema legal d'Aràbia Saudita, va dir que les organitzacions internacionals de drets humans haurien de confiar en els informes del govern Saudita o en els de un grapat de joves rics saudites. Protestes internacionals convocades per organitzacions de drets humans van provocar que alguns oficials saudites en l'ambaixada de Washington D.C insinuessin que el seu regne només utilitzaria la pena de mort en cas de convictes per abús sexual infantil, assassinat o implicació en alguna estimació de suport polític.
L'any 2000, el govern saudita va informar que havien sentenciat a nou homes saudites a llargues penes de presó amb fuetades per haver usat roba de dona i haver tingut relacions homosexuals. El mateix any, el govern va executar a tres treballadors iemenites per homosexualitat.
A l'abril de 2005, el govern va empresonar a prop de cent homes per homosexualitat, però cap va ser sentenciat a mort. Tots aquests homes van ser sentenciats a penes de presó i fuetades perquè estaven en una festa privada que bé podia ser una cerimònia de casament entre dues persones del mateix sexe o bé una festa d'aniversari. No obstant això, no gaire després una parella d'estrangers va ser sentenciada a mort per homosexualitat i per haver, aparentment, matat a un home qui els estava fent xantatge amb la seva homosexualitat.
Al maig de 2005, el govern va arrestar a 92 homes per homosexualitat. Es desconeix què va succeir amb ells. Així mateix, el 7 de novembre de 2005 la policia de Riad va dur a terme una batuda la qual la premsa saudita la va catalogar com "un concurs de bellesa per a homes gais" en al-Qatif. El que va passar amb els cinc homes arrestats per organitzar l'esdeveniment, és desconegut.

### Dret a la privadesa
No existeix dret a la privadesa. El govern pot, amb una ordre d'un tribunal, revisar cases, vehicles, llocs de treball i interceptar comunicacions privades. La gent que viu en el regne haver d'assumir que les comunicacions poden ser usades pel govern com a prova davant un tribunal penal.

### Lleis de drets civils
Aràbia Saudita no té lleis contra la discriminació basada en l'orientació sexual. Un empleat heterosexual és lliure de discriminar a un empleat homosexual o de sotmetre'l a xantatge. Per entrar a un treball, no es pregunta l'orientació sexual, encara que sí es pregunta la nacionalitat, religió i estat civil. El casament entre dues persones del mateix sexe, la parella de fet o la unió civil no està amparat per la llei i podria prendre's com a evidència per iniciar un procés penal.

## Censura
El govern saudita censura totes les formes de comunicació que, segons ells, són una ofensa per a la família reial o per a l'islam. Això inclou tots els periòdics, revistes o còmics, anuncis, pel·lícules, programes de televisió, Internet i tots els vídeos o programari de computació que siguin venuts en el regne. La televisió per satèl·lit és il·legal, encara que de tant en tant s'ignora la prohibició.
Des de la dècada de 1990, es permet als periòdics saudites parlar sobre l'homosexualitat, gairebé sempre en termes legals o per parlar de les persones infectades de VIH en el regne. No obstant això, l'homosexualitat també és usada d'una forma per parlar de la decadència d'Occident.
Qualsevol publicació tant en televisió, cinema, cançó, lloc d'internet, etc. que aprovi els drets dels homosexuals serà prohibida o bloquejada pel seu "anti-Islamisme". El govern saudita ha bloquejat freqüentment usuaris d'internet en el regne que recolzen la política de respecte cap a la gent LGBT, encara que no sigui pornografia. Aquests bloquejos de vegades són suprimits temporalment a causa de les crítiques internacionals.
En 2001, el professor i dramaturg saudita Muhammad Al-Suhaimi va ser acusat de promoure l'homosexualitat i, després d'un judici, va ser sentenciat a anar a la presó. En 2006, se li va atorgar el perdó i se li va permetre tornar al seu treball com a professor.
Aràbia Saudita, així com Iran, s'enfronten a seriosos problemes a causa de les grans quantitats d'immigrants il·legals al país. Tots dos països han començat a dur a terme batudes on es busca tot tipus de "criminals", com homosexuals, violadors, adúlters i immigrants il·legals.